# Marathon Rotterdam 2006
De Fortis Marathon Rotterdam 2006 vond plaats op zondag 9 april. Het was de 26e editie van deze marathon. Vooraf was op snelle tijden gerekend, aangezien het parcours enigszins was aangepast, waardoor een nieuw parcoursrecord tot de mogelijkheden behoorde. Het evenement was tevens het toneel voor het Nederlands kampioenschap marathon.
Er namen 7323 atleten deel aan de marathon: 6200 mannen en 1123 vrouwen.
Een van de recreatieve lopers kreeg in het zicht van de eindstreep een hartaanval en overleed ter plaatse.

## Wedstrijdverloop
Het duurde lang voor er tekening in de strijd kwam. Een grote groep Kenianen en Ethiopiërs bleef lang bij elkaar. Pas op driekwart van de wedstrijd moest het grootste deel van de groep buigen toen vooral Sammy Korir versnelde.
De Nederlander Kamiel Maase nestelde zich volgens plan in de tweede groep. Daar liet het werk van de hazen echter te wensen over, waardoor een tijd van 2:08 - 2:09, waarop hij had gehoopt, er niet meer in zat. Maase zou uiteindelijk tiende worden met een tijd van 2:10.45 en daarmee de Nederlandse titel voor zich winnen.
Bij de kopgroep leek in de slotfase voornamelijk Paul Kiprop Kirui de sterkste van het drietal te zijn. Hij liep voortdurend op kop, maar kwam drie kilometer voor de finish op een lichte achterstand, nadat hij een drinkbus had aangepakt. Hij kwam echter snel weer bij, waarna niet lang daarna Korir een tempoversnelling plaatste. Alleen Charles Kibiwott kon Korir met grote moeite volgen. Enige tijd later kraakte ook hij en liep Korir naar de overwinning toe. Kiprop zag op de Coolsingel nog kans om voorbij Charles Kibiwott te geraken en zodoende de tweede plaats voor zich op te eisen.
Het parcoursrecord bleef in handen van Felix Limo, maar met drie mannen onder de 2:07.00 en zeven man onder de 2:10.00 bleek het uiteindelijk toch een snelle wedstrijd te zijn.
Mindaye Gishu uit Ethiopië werd de verrassende winnares bij de vrouwen in een tijd van 2:28.30. Tweede op ruim een minuut werd Helena Javornik uit Slovenië. De grote favoriete Tegla Loroupe werd slechts vijfde, terwijl Kristijna Loonen met een tijd van 2:43.13 tiende werd en als eerste Nederlandse over de streep kwam. Daarmee werd ze Nederlands kampioene.

## Resultaten

### Mannen
| rang   | naam                   | land | tijd    | opmerkingen |
| ------ | ---------------------- | ---- | ------- | ----------- |
| Goud   | Sammy Korir            | KEN  | 2:06.38 |             |
| Zilver | Paul Kiprop Kirui      | KEN  | 2:06.44 |             |
| Brons  | Charles Kibiwott       | KEN  | 2:06.52 |             |
| 4      | Dejene Birhanu         | ETH  | 2:08.46 |             |
| 5      | Jackson Koech          | KEN  | 2:09.15 |             |
| 6      | Salim Kipsang          | KEN  | 2:09.26 |             |
| 7      | Christopher Cheboiboch | KEN  | 2:09.41 |             |
| 8      | Thomas Kiplitan        | KEN  | 2:10.05 |             |
| 9      | Mesfin Adimasu         | ETH  | 2:10.45 |             |
| 10     | Kamiel Maase           | NED  | 2:10.45 | 1e NK       |
| 11     | Kurao Umeki            | JPN  | 2:11.31 |             |
| 12     | Francis Kirwa          | FIN  | 2:13.09 |             |
| 13     | Jamal Baligha          | MAR  | 2:13.44 |             |
| 14     | Luke Kibet             | KEN  | 2:15.25 |             |
| 15     | Paulo Gomes            | POR  | 2:15.56 |             |
| 16     | Luis Feiteira          | POR  | 2:16.10 |             |
| 17     | Gudisa Shentema        | ETH  | 2:17.53 |             |
| 18     | Sander Schutgens       | NED  | 2:17.55 | 2e NK       |
| 19     | Luke Kipkosgei         | KEN  | 2:19.20 |             |
| 20     | Gena Ketebo            | ETH  | 2:20.45 |             |
| 21     | Martin Kjall-Ohlsson   | NOR  | 2:23.28 |             |
| 22     | Samson Barmao          | KEN  | 2:23.40 |             |
| 23     | Alfred Shemweta        | SWE  | 2:23.59 |             |
| 24     | Igor Shirin            | RUS  | 2:24.36 |             |
| 25     | Pedro Rens             | BEL  | 2:25.10 |             |
| 26     | Rens Dekkers           | NED  | 2:25.14 | 3e NK       |
| 38     | Stefan Van Den Broek   | BEL  | 2:29.17 |             |
| 59     | Stefan Colaes          | BEL  | 2:34.44 |             |

### Vrouwen
| rang   | naam              | land | tijd    | opmerkingen |
| ------ | ----------------- | ---- | ------- | ----------- |
| Goud   | Mindaye Gishu     | ETH  | 2:28.30 | PR          |
| Zilver | Helena Javornik   | SLO  | 2:29.37 |             |
| Brons  | Isabel Eizmendi   | ESP  | 2:31.53 |             |
| 4      | Susanne Ritter    | GER  | 2:32.34 | PR          |
| 5      | Tegla Loroupe     | KEN  | 2:33.24 |             |
| 6      | Victoria Klimina  | RUS  | 2:34.23 |             |
| 7      | Grazyna Syrek     | POL  | 2:34.38 |             |
| 8      | Maria Abel        | ESP  | 2:35.30 |             |
| 9      | Anne-Mette Agaard | NOR  | 2:37.03 |             |
| 10     | Kristijna Loonen  | NED  | 2:43.13 | 1e NK       |
| 11     | Kristi De Smet    | BEL  | 2:51.01 |             |
| 12     | Luci van Engelen  | NED  | 2:54.25 | 2e NK       |
| 13     | Agnes Hijman      | NED  | 2:54.50 | 3e NK       |
| 14     | Martine Lust      | NED  | 2:58.08 | 4e NK       |
| 15     | Hilde Vanhessche  | BEL  | 3:02.09 |             |
| 17     | Sofie Claus       | BEL  | 3:05.14 |             |

1981 ·
1982 ·
1983 ·
1984 ·
1985 ·
1986 ·
1987 ·
1988 ·
1989 ·
1990 ·
1991 ·
1992 ·
1993 ·
1994 ·
1995 ·
1996 ·
1997 ·
1998 ·
1999 ·
2000 ·
2001 ·
2002 ·
2003 ·
2004 ·
2005 ·
2006 ·
2007 ·
2008 ·
2009 ·
2010 ·
2011 ·
2012 ·
2013 ·
2014 ·
2015 ·
2016 ·
2017 ·
2018 ·
2019 ·
2020 ·
2021 ·
2022 ·
2023 ·
2024